# Sophie Bazin
Pour les articles homonymes, voir Bazin.
Sophie Bazin, née le 4 mai 1968 à Caen, est une artiste plasticienne et éditrice française.

## Biographie
Sophie Bazin pratique la gouache et les collages depuis l’enfance. Médecin de formation, c’est à partir de 1990 qu’elle se consacre à sa passion des arts plastiques et de la photographie.
Sophie Bazin vit à La Réunion depuis 1993 quand elle rencontre son compagnon l’écrivain malgache Johary Ravaloson. Ils créent un duo artistique, Arius et Mary Batiskaf, qui s'illustre lors d'une performance plastique et théâtrale, jouée à La Réunion pour le 150e anniversaire de l'abolition de l'esclavage, autour du procès de l'esclave Furcy : Liberté Plastik, en 1998 ; le tout premier événement artistique consacré à cette histoire.
Ensemble, ils créent en 2006 la maison d'édition Dodo vole, consacrée à des livres d'art pour les tout-petits, des albums bilingues français-malgache ou français-créole et de la littérature malgache.
Ils s'installent à Madagascar mais se déplacent souvent entre Madagascar, La Réunion et la France, pour des projets artistiques et littéraires.
Quand elle illustre, Sophie Bazin signe sous le nom de Mary-des-ailes.
Basée désormais en Normandie, elle garde des liens importants avec les îles du sud-ouest de l'océan Indien. 
Le duo Arius et Mary Batiskaf lance en 2018 la revue littéraire Lettres de Lémurie, ouverte aux auteurs de cette région. Le premier numéro reçoit le Grand Prix des îles du Ponant 2018,.
En parallèle, elle poursuit ses activités de plasticienne sous son propre nom et illustre les couvertures des romans de Johary Ravaloson.

## Expositions personnelles
- 1996-1997 : Les Nettoyages de Pinceaux I, II et III, Le Tampon, Saint-Pierre
- 1997 : S'arrêter à Grands-Bois, Les dix jours de l'art contemporain, Saint-Pierre
- 1998 : Ex-pressions, Plaine des Cafres, Saint-Joseph, Saint-Pierre
- 1998 : Les oiseaux, conseil régional, Saint-Denis
- 1999 : BIO, galerie Art'Sénik, Saint-Leu
- 2000 : Les fleurs bleues, galerie de la Maison du monde, Saint-Denis
- 2000 : Mandrosoa, galerie du marché couvert, Saint-Pierre
- 2001 : 1F = 1 cm², galerie du Journal de l’Ile, Saint-Pierre
- 2002 : Sortir du corps, galerie Blancquart, Saint-Pierre
- 2005 : Les éteignoirs, peupleraie de Fontaine Henry (14)
- 2006 : Mémoires organiques et autres réminiscences, artothèque de La Réunion, Saint-Denis[8]
- 2007 : Temps de saisons, conservatoire botanique national de Mascarin, Saint-Leu
- 2007 : Le Reposoir, installation monumentale, cirque de Cilaos[9]
- 2011 : Fraternité, vitrines de l'Hôtel du Louvre, Antananarivo[10]
- 2016 : Zafimaniry, Is’art, Antananarivo
- 2020 : Antananarivo intime, photographies, bibliothèque Alexis de Tocqueville, Caen

## Publications
Arius et Mary Batiskaf
- Liberté Plastik, éd. Grand Océan-Dodo vole, 2000
- Zafimaniry intime, zaho zafimaniry : Relation de voyage entrepris chez les Zafimaniry entre 1996 et 2006, Le Tampon (La Réunion), 2008, 80 p.   (ISBN 978-2-9522004-4-8)
- Zahay Zafimaniry / Nous, Zafimaniry / We, Zafimaniry (texte écrit en atelier à Antoetra sous la direction de Ravaloson Johary, traduction en anglais de Anna Razafimbahiny et Amenda Zingelwa), Éd. Dodo Vole, Le Tampon (La Réunion), 2010, 43 p.   (ISBN 978-2-9522004-6-2)

- Lettres de Lémurie n°1. Éd. Dodo Vole, Caen, 2018   (ISBN 9791090103436)
- Lettres de Lémurie n°2. Éd. Dodo Vole, Caen, 2019   (ISBN 9791090103498)
- Lettres de Lémurie n°3. Éd. Dodo Vole, Caen, 2020   (ISBN 9791090103580)[11]
- Antananarivo intime, nouvelles de Johary Ravaloson, photographies de Sophie Bazin, Éd. Dodo Vole, 2020  (ISBN 9791090103634)

Mary-des-ailes
- Koza in soz, éditions Dodo vole, 2007, créole-français
- Chansons pou ti Baba, éditions Dodo vole, 2011, créole-français
- Endémiques : dix arbres de La Réunion à connaître et à protéger, éditions Dodo Caen, coll.« Docdoc », 2019

- Trimobé, un conte traditionnel de Madagascar, éditions Dodo Caen, 2020